# Ma révolution
Pour l’article homonyme, voir Ma révolution (film).
Singles de Jenifer
Donne-moi le temps
(2003) Le Souvenir de ce jour
(2004)
Ma révolution est une chanson de Jenifer extraite de son second album studio, Le Passage (2004). Cette chanson dédiée à son fils est sorti en tant que premier single de l'album le 2 juin 2004. Le clip a été tourné à Paris en avril 2004. Le single sort le 2 juin 2004. Il reste 22 semaines dans le top 100. Et sera à la place 44 des ventes de single de 2004 et 190 000 exemplaires vendus.

## Liste des chansons
| 1.   | Ma révolution (single version) (Titre original : Black Coffee and a Stranger) | Andreas Karlegård | Martin Karlegård | Andreas Karlegård, Martin Karlegård | 3:12 |
| 2.   | Qui ment ? (inédit)                                                           | Tristan Leroy     | Maxim Nucci      | Maxim Nucci                         | 3:21 |
| 6:39 |                                                                               |                   |                  |                                     |      |

## Crédits
Ma révolution
- Publié par Tom Bone Music
- Enregistré par KBros à The Aerosol Grey Machine, KBros Studio, Studio Ramsès 2 et Westlake Audio

Qui ment ?
- Publié par MNM Productions, Onze 45 et Universal Music Publishing France
- Enregistré au Studio Méga, Suresnes et au Studio Plus XXX, Paris
- Mixé par Bob Clearmountain au studio Mix This!, Pacific Palisades (Los Angeles)
  - Assistant - Kevin Harp
- Masterisé par Miles Showell à Metropolis Mastering, Londres
- Design - barilla.design
- Photographie - Azim Haidaryan